# Doppio cieco
Un esperimento in cieco o in doppio cieco è in termini figurativi un modo per definire un esperimento scientifico dove viene impedito ad alcune delle persone coinvolte di conoscere informazioni che potrebbero portare a effetti di aspettativa consci o inconsci, così da invalidarne i risultati. Il doppio cieco (triplo, eccetera) si può prospettare quando vi siano coinvolti, oltre agli sperimentatori, altri soggetti coscienti, tipicamente esseri umani.

## Descrizione
Uno studio teso a evitare risultati potenzialmente aleatori, condotto in doppio cieco è ad esempio uno studio scientifico prospettico teso a valutare le effettive azioni di un dato farmaco o di una terapia in genere non fornendo a entrambi i protagonisti dello studio, sperimentatore e soggetto, alcune informazioni fondamentali (nello specifico definito studio aleatorizzato in doppio cieco), o dove si chieda ai consumatori di confrontare la qualità di diverse marche di un prodotto, ove l'identità del prodotto in esame sia nascosta ai consumatori e ai ricercatori di mercato.
La particolarità di questo sistema di valutazione sta quindi nel fatto che, nel campo clinico, né il paziente né il medico conoscono la natura del farmaco effettivamente somministrato. Si differenzia quindi dallo studio "in cieco", dove solo il paziente è all'oscuro del trattamento cui è sottoposto, e dallo studio in triplo cieco, dove anche lo statistico che elabora i dati non può associare un gruppo a un dato farmaco. Lo scopo di tale metodo è quello di evitare che i risultati della ricerca vengano influenzati a priori non solo dal condizionamento del paziente ma da quello dello stesso medico che sta effettuando la ricerca.
Non sempre è immediata e attendibile la valutazione dei risultati di un esperimento. Occorre tenere conto del fatto che lo sperimentatore ha una propria soggettività e che questa può, in una qualche misura, influire sulla valutazione dei risultati. È ampiamente dimostrato che le convinzioni, i preconcetti, le aspettative, o semplicemente determinate informazioni che lo sperimentatore possiede possono indurlo a un involontario fraintendimento dei dati osservati. Ulteriore complicazione è rappresentata dalla circostanza in cui l'oggetto della sperimentazione sia costituito a sua volta da un soggetto umano. Ciò accade, ad esempio, in psicologia e medicina, nonché nelle ricerche di mercato e nelle valutazioni in genere, dove il valutatore non sia il ricercatore stesso. In questi ambiti entrambi gli elementi dell'esperimento, lo sperimentatore e l'oggetto sperimentato, in quanto esseri umani, sono potenzialmente condizionabili.
Per ovviare a tali inconvenienti è quindi necessario predisporre procedure e protocolli d'indagine che eliminino il rischio di errori di interpretazione e portino a una valutazione oggettiva dei dati.

### Cieco semplice
Una prima procedura adottabile è quella del cosiddetto "cieco semplice" (single-blind control procedure), che consiste nell'eliminare ogni possibile fonte di suggestione sul soggetto esaminato. Se, ad esempio, si vuole valutare l'efficacia di un farmaco, occorre tenere conto dell'inevitabile effetto placebo. Per fare questo occorre prendere in considerazione due campioni omogenei di pazienti. A uno di essi (campione sperimentale) si somministra il farmaco oggetto di studio e all'altro (campione di controllo) un placebo, ovvero una sostanza farmacologicamente inerte. Nessun paziente di entrambi i campioni deve sapere se sta assumendo il farmaco o il placebo.
La procedura del "cieco semplice", tuttavia, si è dimostrata in alcuni casi insufficiente, poiché i risultati possono essere falsati dall'atteggiamento psicologico degli stessi sperimentatori. Infatti, questi ultimi, influenzati dalle proprie aspettative, possono involontariamente assumere approcci che possono condizionare le reazioni del soggetto, invalidando così l'esperimento. Se ad esempio il medico sperimentatore sa di somministrare il farmaco piuttosto che il placebo, può involontariamente suggestionare il paziente. Per questo motivo, al fine di ottenere risultati attendibili, è necessario che neppure gli sperimentatori conoscano certe informazioni. Nel caso della sperimentazione clinica, quindi, neppure i medici devono conoscere la natura della terapia somministrata.

### Doppio cieco
In questi casi la procedura viene chiamata "doppio cieco" (double-blind control procedure), poiché sia i soggetti esaminati che gli sperimentatori ignorano le informazioni fondamentali dell'esperimento che potrebbero influenzarne i risultati.
La procedura in doppio cieco si è rivelata quindi l'unica strada percorribile per valutare correttamente i risultati di un esperimento in psicologia o medicina. In molti casi, inoltre, la procedura in doppio cieco deve essere seguita da un'accurata analisi statistica dei risultati ottenuti sul campione sperimentale e su quello di controllo per mettere in evidenza eventuali differenze significative. In campo medico questa è l'unica metodologia di valutazione di efficacia possibile e soltanto i farmaci e le terapie che superano tale procedura possono essere definiti efficaci.
Per affermare una correlazione fra quanto somministrato (farmaco oppure un "placebo", virus, sostanze di cui si vuole verificare la tossicità) e l'inizio / fine di una malattia, è necessario che il campione esaminato non presenti una molteplicità di altri fattori interagenti, che sarebbero correlabili con l'effetto che si desidera testare (altre patologie croniche o terminali / vaccinazioni, età avanzata, altri farmaci o alimentazione con principi nutritivi che favoriscono la guarigione o la disintossicazione dell'organismo, ecc.).

### Studio in aperto
Studio effettuato senza gruppo placebo di controllo.